# 1977年以色列議會選舉
1977年以色列議會選舉舉行於1977年5月17日，選出第九屆以色列議會的120名議員，投票率有79.2%。右派政黨利庫德集團在這次選舉獲得了43個議席，首次成為以色列議會最大政黨，同時亦結束了工黨自以色列立國後的長期執政。

## 外部連結
- Historical overview of the Ninth Knesset （页面存档备份，存于） Knesset website （英語）
- Factional and Government Make-Up of the Ninth Knesset （页面存档备份，存于） Knesset website （英語）